# Stéphane Jobert (acteur)
Pour les articles homonymes, voir Stéphane Jobert et Jobert.
Stéphane Jobert est un acteur français.

## Filmographie

### Cinéma
- 1978 : L'Amant de poche de Bernard Queysanne : Capo
- 1978 : La Clé sur la porte d'Yves Boisset : Jérôme
- 1983 : Danton d'Andrzej Wajda : Panis
- 1986 : Rosa la rose, fille publique de Paul Vecchiali : Jules
- 1986 : Faubourg Saint-Martin de Jean-Claude Guiguet : Paul
- 1987 : Cross de Philippe Setbon : Jacques Kester
- 1987 : La Rumba de Roger Hanin : Puppie Ziegler
- 1988 : Eden Miseria de Christine Laurent : Henri Dagorn
- 1988 : Ne réveillez pas un flic qui dort de José Pinheiro : Spiero
- 1989 : Le Crime d'Antoine de Marc Rivière : Marc
- 1992 : Le Souper d'Édouard Molinaro : Carême
- 1994 : Les Amoureux de Catherine Corsini : Trisson
- 1996 : Oranges amères de Michel Such : Sauveur
- 1997 : Fred de Pierre Jolivet : Michel
- 1997 : Bouge ! de Jérôme Cornuau : La Guêpe
- 2001 : Un aller simple de Laurent Heynemann : Le commissaire
- 2007 : La Chambre des morts d'Alfred Lot : Raviez
- 2009 : À l'origine de Xavier Giannoli : Patrick
- 2010 : Gardiens de l'ordre de Nicolas Boukhrief : Roland
- 2019 : Le Daim de Quentin Dupieux : Adrien

### Télévision

#### Téléfilms
- 1984 : Les Fils des alligators d'André Farwagi : Rudi Corleone
- 1984 : Le Sexe faible de Lazare Iglesis : Philippe
- 1986 : À titre posthume de Paul Vecchiali
- 1989 : Les Sirènes de minuit de Philippe Lefebvre : Manda
- 1992 : La Place du père de Laurent Heynemann : Marc
- 1993 : Le Bœuf clandestin de Lazare Iglesis : Richard Dulatre
- 1996 : Pêcheur d'Islande de Daniel Vigne : Madec
- 1997 : La Fine équipe d'Yves Boisset : Joseph
- 1999 : Le Matador de Michel Vianey : Eric
- 1999 : Le Boiteux: Baby blues de Paule Zajdermann : Callero
- 1999 : La Bascule de Marco Pico : Amira
- 1999 : La Façon de le dire de Sébastien Grall : Le brocanteur
- 1999 : Sam d'Yves Boisset : Gus
- 2005 : La Vie à mains nues de Sébastien Grall : Roger
- 2006 : Marie Besnard, l'empoisonneuse de Christian Faure : Garnier
- 2009 : Parcours meurtrier d'une mère ordinaire: L'affaire Courjault de Jean-Xavier de Lestrade
- 2012 : La Disparition de Jean-Xavier de Lestrade : Le juge Villeneuve
- 2013 : Crime d'État de Pierre Aknine : Pasqua
- 2016 : Monsieur Paul : Dom Poisson
- 2021 : La Petite femelle de Philippe Faucon

#### Séries télévisées
- 1978 : Il était un musicien - épisode : Monsieur Schumann de Bernard Queysanne - Brahms
- 1982 : La Vie de Galilée - Andrea Sarti
- 1984 : La Reverdie - Collet
- 1986 : L'Ami Maupassant - épisode : Berthe  de Claude Santelli - Gaston
- 1986 : Le Petit Théâtre d'Antenne 2 - épisode : Soirée privée de Jacques Manier
- 1986 : Les Bas-fonds de Paris - Raquedalle
- 1984-1987 : Série noire - 2 épisodes :
  - 1984 : Cœur de hareng de Paul Vecchiali : Max
  - 1987 : Chantons en chœur de Maurice Dugowson : Berton
- 1990 : Constance et Vicky -  Jeff
- 1990 : Les deux font la loi - épisode : Field of Honour de Neill Fearnley -  Pierre Martinet
- 1991 : Cas de divorce - épisode : Lamarre contre Lamarre -  Lucien Lamarre
- 1994 : Les Cordier, juge et flic - épisode#2.2 : 3615 Pretty Doll de Alain Bonnot -  Serge Beauséjour
- 1995 : La Rivière Espérance, mini-série de Josée Dayan : Ingénieur
- 1996 : François Kléber - épisode : Le traquenard de Olivier Marchal -  Ruppert
- 1996 : Julie Lescaut, épisode 3 saison 5, La Fête des mères de Josée Dayan - Max
- 1998 : Marie Fransson - épisode : Un silence si lourd de Jean-Pierre Prévost - Albert Maréchal
- 2000 : Marc Eliot - épisode : Ces flics qu'on dit sauvages de Patrick Jamain -  Le patron du bistrot
- 2000 : Chercheur d'héritiers - épisode : Bonjour Philippine  de Olivier Langlois -  Pierre Bardot
- 2000 : Un flic nommé Lecoeur - 6 épisodes/6  - Guilouette
- 2000 : Navarro - épisode Ne pleurez pas Jeannettes de Patrick Jamain : Miklos
- 2001 : La Crim' - épisode#3.2 : Manège mortel de Denis Amar -  Marc de Santis
- 2001 : Les Enquêtes d'Éloïse Rome - épisode#1.3 : Jugement en appel de Denys Granier-Deferre - Marc de Santis
- 2001 : Commissaire Moulin - épisode#5.5 : Le petit homme de Gérard Marx -  Le brigadier Fournier
- 2002 : Louis la Brocante - épisode#3.2 : Louis et les enfants perdus de Michel Lang - René Costelli
- 2002 : L'Enfant des lumières (mini-série) : Gabelou (épisode#1.1)
- 2002 : Maigret - épisode 41 : Maigret à l'école de Yves de Chalonge - Marcellin Rateau
- 1997-2002 : PJ : 3 épisodes de Gérard Vergez
  - 1997 : épisode#1.5 - Surdose : Drecq
  - 1997 : épisode#1.6 - Piège : Drecq
  - 2002 : épisode#6.11 - Couples :  Antoine Levesque
- 2002 : Le Grand Patron - épisode : Cas de conscience de Claudio Tonetti :  Norbert Fournier
- 2004 : Avocats et Associés - épisode#10.3 : Jean et le bébé de Olivier Barma : Jean Venot
- 2005 : Sœur Thérèse.com - épisode#1.6 : Au nom du père de Olivier Barma : Armand Bayard
- 2006 : Commissaire Cordier - épisode#1.3 : Rapport d'expertise de Michaël Perrotta : Marc Fernez
- 2008 : Adresse inconnue - épisode#1.3 : Lune de miel de Antonio Olivares : Bernard Garaud
- 2008 : Engrenages - saison 2 ép.1-2-3 : Le garagiste
- 2008 : Central Nuit - épisode#6.1 : Comme des sœurs de Olivier Barma : M. Fortin
- 2008 : Boulevard du Palais - épisode#10.1 : Stationnement dangereux de Christian Bonnet  : Gardien de parking
- 2010 : Profilage - épisode#2.3 : Comme sa mère de Eric Summer : Bruno
- 2010 : Deux flics sur les docks - 2 épisodes de Edwin Baily : Daniel 
  - ép.#1.1 : Les anges brisés et ép.#1.2  : Lignes blanches
- 2012 : Section de recherches - épisode#6.6 : La rançon du succès de Éric Le Roux : Gaspard Chauvel
- 2017 : Glacé de Laurent Herbiet : Chaperon
- 2019 : Mongeville, épisode Le Mâle des montagnes d'Edwin Baily : Joseph Kern
- 2019 : Criminal: France (Netflix)
- 2020 : De Gaulle, l’éclat et le secret de François Velle : Olivier Guichard